# Estadio 23 de Agosto
Estadio 23 de Agosto är fotbollsstadion i San Salvador de Jujuy, Argentina. 
Det är hemmaplan för Gimnasia y Esgrima de Jujuy. Planmåtten är 105 x 78 meter. Arenan ligger i utkanten av staden San Salvador de Jujuys centrum, i hörnet av Avenida Éxodo och Avenida Santa Bárbara, och invigdes den 18 mars 1973 med matchen Gimnasia de Jujuy - Vélez de Catamarca som slutade 2-0. 
Jujuy var en av flera värdar för grupp A i Copa América 2011 och såg matcherna Colombia mot Bolivia och Costa Rica mot Bolivia. Inför turneringen genomgick arenan en ordentlig renovering och utbyggnad, bland annat höjdes kapaciteten från 21 000 till runt 25 000 åskådare trots att hela stadion fick sittplatser.